# Washington Open
Washington Open, oficiálně Mubadala Citi DC Open, je profesionální tenisový turnaj mužů a žen v americkém hlavním městě Washingtonu, D.C., každoročně hraný na přelomu července a srpna. Dějištěm je areál Rock Creek Park Tennis Center, kde probíhá na otevřených dvorcích s tvrdým povrchem. Na okruzích ATP Tour a WTA Tour se v roce 2023 stal jedinou společnou událostí v kategoriích ATP 500 a WTA 500. Vlastníkem je podnikatel a bývalý deblista Mark Ein a hlavním partnerem marketingová sportovní společnost IMG.
V rámci mužského profesionálního okruhu ATP Tour turnaj patří do kategorie ATP Tour 500. V roce 2019 se vrátil do letní série na amerických betonech US Open Series, vrcholící zářijovým newyorským grandslamem US Open, v níž figuroval již v letech 2004–2015. Ženská část probíhá na okruhu WTA Tour. V sezóně 2023 se washingtonský turnaj sloučil s kalifornským Mubadala Silicon Valley Classic, od něhož převzal kategorii WTA 500 namísto nižší WTA 250. Vznikl tak Mubadala Citi DC Open jako první turnaj na okruzích hraný v kategoriích ATP 500 a WTA 500.

## Historie
Premiérový ročník proběhl v mužské části roku 1969 pod názvem Washington Star International, v letech 1982–1992 se konal jako Sovran Bank Classic a v roce 1993 pak jako Washington Open. V období 1994–2011 probíhal se jménem Legg Mason Tennis Classic. Do roku 1986 byla událost hrána otevřených antukových dvorcích, následně se povrch změnil na tvrdý. V počátcích byl turnaj spojen se jménem Donalda Della, zakladatele společnosti ProServ International, který byl důležitou postavou při jeho založení. Dějiště ve Washingtonu, D.C. bylo vybráno po přímluvě tenisty a podporovatele této události Arthura Ashe.

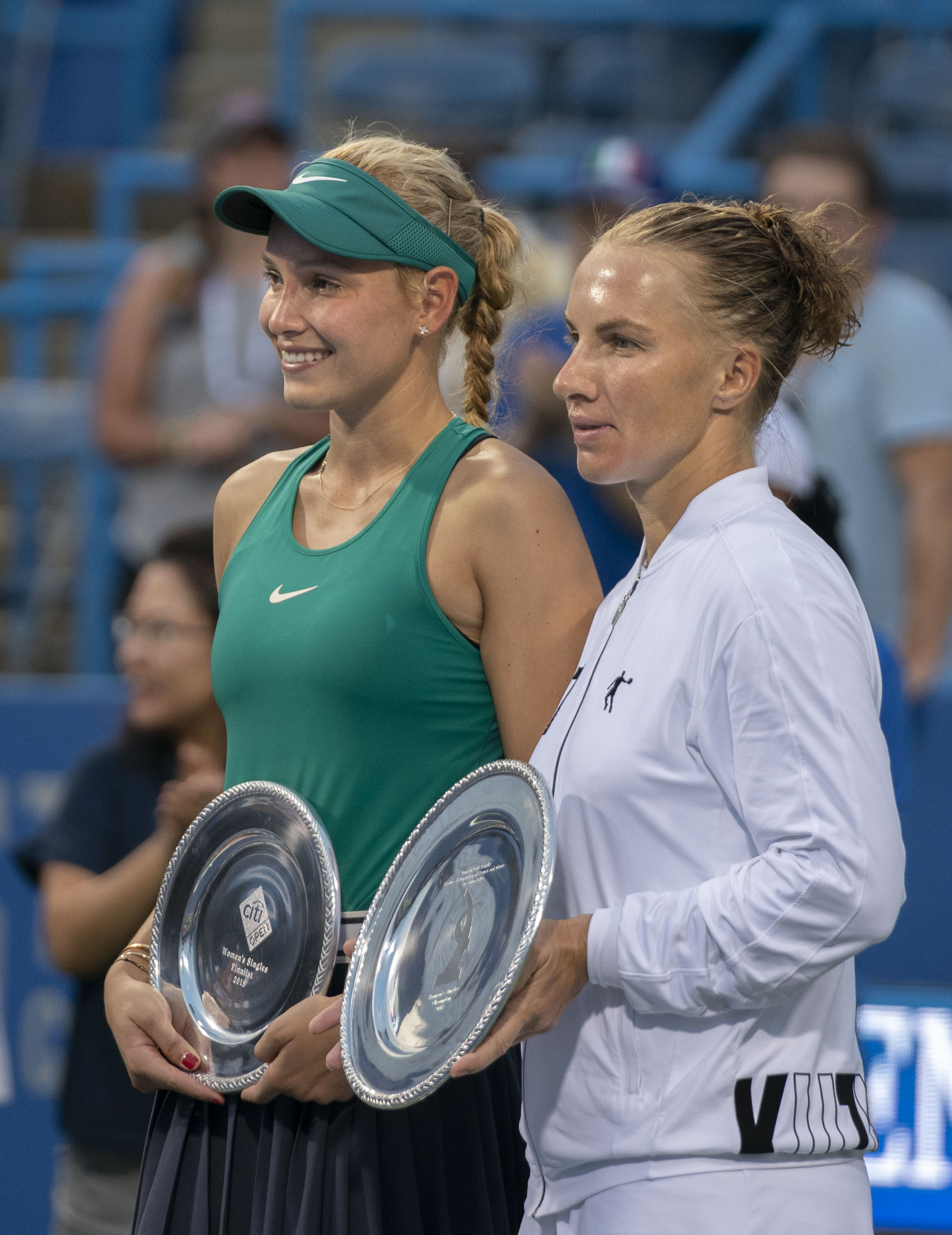
Vekićová a Kuzněcovová, 2018

Ženská část poprvé proběhla v marylandském College Parku v sezóně 2011 pod názvem Citi Open. Následně došlo k rozhodnutí od sezóny 2012 sloučit mužskou a ženskou část a místo konání turnaje žen přesunout do areálu William H.G. FitzGerald Tennis Center. V roce 2012 proběhl ženský turnaj jedinkrát v rámci série US Open. Společnost Citi převzala sponzorství i nad mužskou částí do té doby hrané s názvem donátora Legg Mason.
Během koronavirové pandemie v sezóně 2020 řídící organizace WTA přerušila sezónu, což mělo za následek zrušení ročníku washingtonského turnaje. Po srpnovém obnovení okruhu jej v kalendáři nahradila dvěma provizorními událostmi Top Seed Open v kentuckém Lexingtonu a Prague Open. Ženská polovina Citi Open se již do programu sezóny 2021 nevrátila, když WTA znovu přidělila jedno místo v daném srpnovém týdnu evropskému dějišti v Kluži. Ženy se tak představily pouze v rámci třídenní exhibice. Účastnická místa získaly Coco Gauffová, Jessica Pegulaová a Jennifer Bradyová, jíž nahradila Viktoria Azarenková. Po tříleté absenci se ženská část vrátila na okruh v roce 2022 v kategorii WTA 250. V roce 2023 se turnaj sloučil s kalifornským Mubadala Silicon Valley Classic, od něhož převzal kategorii WTA 500.
Ročník 2020 se neuskutečnil kvůli pandemii covidu-19. V sezóně 2021 pak ženy nastoupily pouze do exhibice. Washington Open se stal na okruhu ATP Tour prvním turnajem, který vyhráli otec i syn. Petr Korda jej ovládl v roce 1992 a syn Sebastian Korda v ročníku 2024.

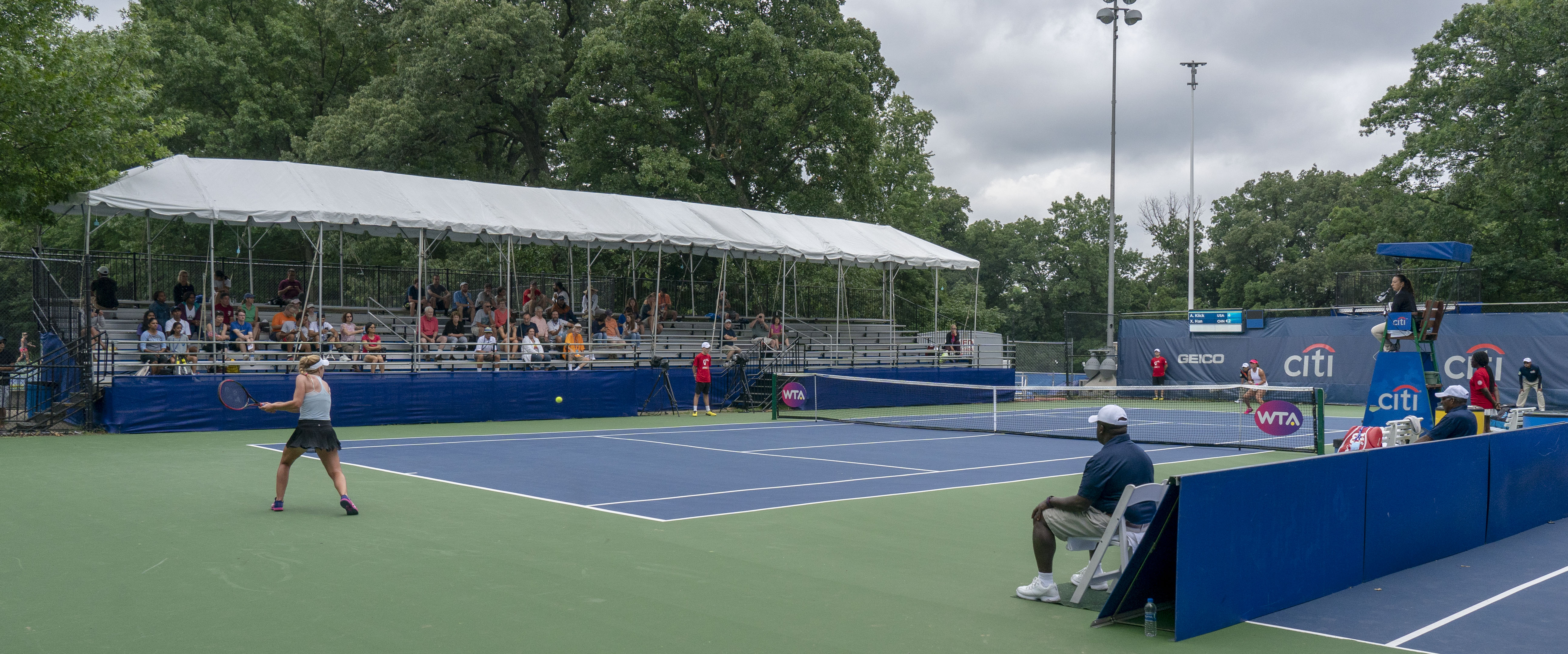
Vedlejší dvorec

V mužské dvouhře získal nejvyšší počet pěti titulů Andre Agassi (1990–1991, 1995, 1998–1999), který si zahrál také nejvícekrát finále, když k pěti výhrám přidal šesté v roce 2000, z něhož odešel poražen. S Michaelem Changem (1996–1997), Juanem Martínem del Potrem (2008–2009) a Alexandrem Zverevem (2017–2018) drží rekord dvou vítězství v řadě. Australan Nick Kyrgios ovládl v roce 2022 singlovou i deblovou soutěž. Ve dvouhře se stal prvním hráčem na turnaji, který prošel soutěží bez ztráty podání. V 64 servírovacích gamech odvrátil všech deset brejkbolů.

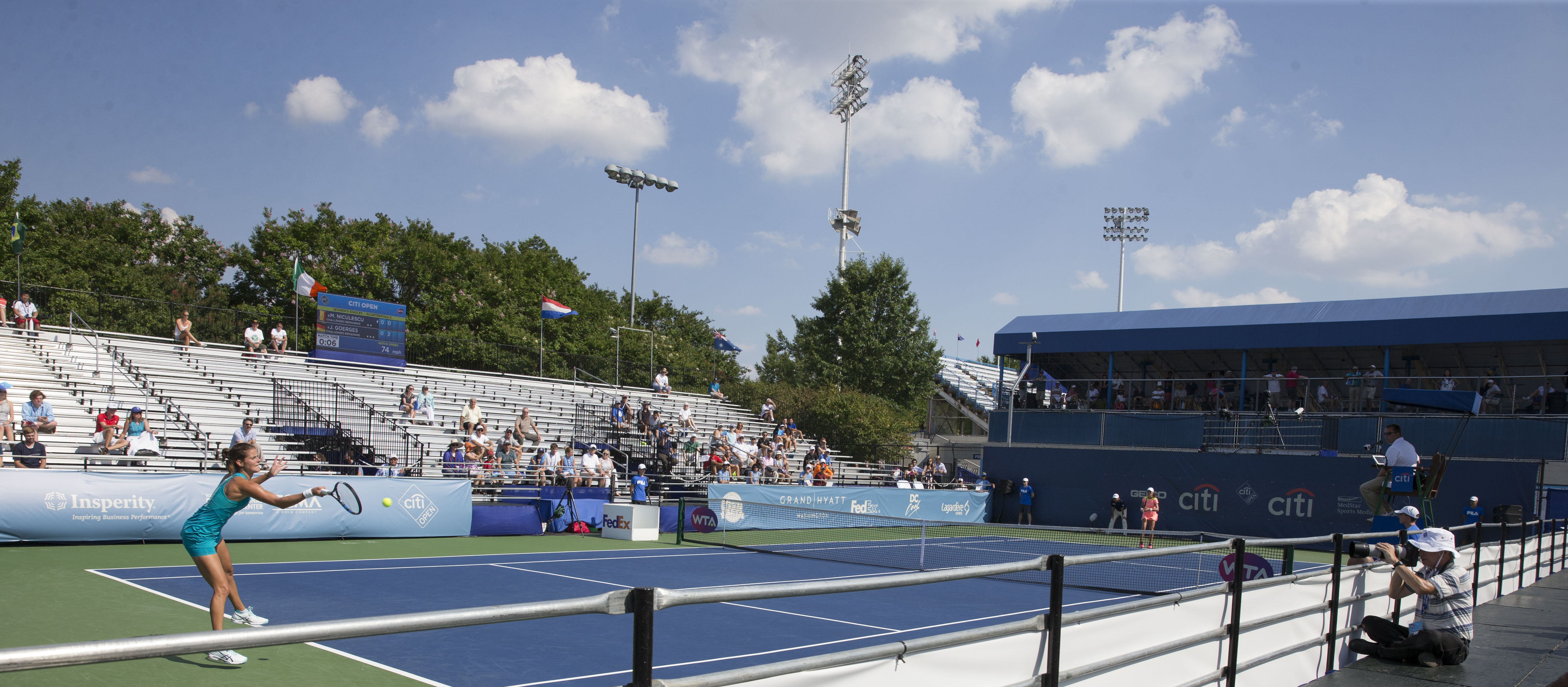
Grandstand

V ženské části vyhrály dvě singlové trofeje Slovenka Magdaléna Rybáriková a Ruska Světlana Kuzněcovová. V deblové části je rekordmankou Japonka Šúko Aojamová se čtyřmi tituly, které vyhrála vždy s jinou spoluhráčkou.

## Vývoj názvu turnaje
- 1969–1981: Washington Star International
- 1982–1991: Sovran Bank Classic
- 1992–2011: Legg Mason Tennis Classic
- 2012–2022: Citi Open
- od 2023: Mubadala Citi DC Open

## Přehled finále

### Mužská dvouhra
| Rok  | vítěz                          | finalista                      | výsledek                       |
| ---- | ------------------------------ | ------------------------------ | ------------------------------ |
| 1969 | Thomaz Koch                    | Arthur Ashe                    | 7–5, 9–7, 4–6, 2–6, 6–4        |
| 1970 | Cliff Richey                   | Arthur Ashe                    | 7–5, 6–1, 6–2                  |
| 1971 | Ken Rosewall                   | Marty Riessen                  | 6–2, 7–5, 6–1                  |
| 1972 | Tony Roche                     | Marty Riessen                  | 3–6, 7–6, 6–4                  |
| 1973 | Arthur Ashe                    | Tom Okker                      | 6–4, 6–2                       |
| 1974 | Harold Solomon                 | Guillermo Vilas                | 1–6, 6–3, 6–4                  |
| 1975 | Guillermo Vilas                | Harold Solomon                 | 6–1, 6–3                       |
| 1976 | Jimmy Connors                  | Raúl Ramírez                   | 6–2, 6–4                       |
| 1977 | Guillermo Vilas (2)            | Brian Gottfried                | 6–4, 7–5                       |
| 1978 | Jimmy Connors (2)              | Eddie Dibbs                    | 7–5, 7–5                       |
| 1979 | Guillermo Vilas (3)            | Víctor Pecci, Sr.              | 7–6(7–4), 7–6(7–3)             |
| 1980 | Brian Gottfried                | José Luis Clerc                | 7–5, 4–6, 6–4                  |
| 1981 | José Luis Clerc                | Guillermo Vilas                | 7–5, 6–2                       |
| 1982 | Ivan Lendl                     | Jimmy Arias                    | 6–3, 6–3                       |
| 1983 | José Luis Clerc (2)            | Jimmy Arias                    | 6–3, 3–6, 6–0                  |
| 1984 | Andrés Gómez                   | Aaron Krickstein               | 6–2, 6–2                       |
| 1985 | Yannick Noah                   | Martín Jaite                   | 6–4, 6–3                       |
| 1986 | Karel Nováček                  | Thierry Tulasne                | 6–1, 7–6(7–4)                  |
| 1987 | Ivan Lendl (2)                 | Brad Gilbert                   | 6–1, 6–0                       |
| 1988 | Jimmy Connors (3)              | Andrés Gómez                   | 6–1, 6–4                       |
| 1989 | Tim Mayotte                    | Brad Gilbert                   | 3–6, 6–4, 7–5                  |
| 1990 | Andre Agassi                   | Jim Grabb                      | 6–1, 6–4                       |
| 1991 | Andre Agassi (2)               | Petr Korda                     | 6–3, 6–4                       |
| 1992 | Petr Korda                     | Henrik Holm                    | 6–4, 6–4                       |
| 1993 | Amos Mansdorf                  | Todd Martin                    | 7–6(7–3), 7–5                  |
| 1994 | Stefan Edberg                  | Jason Stoltenberg              | 6–4, 6–2                       |
| 1995 | Andre Agassi (3)               | Stefan Edberg                  | 6–4, 2–6, 7–5                  |
| 1996 | Michael Chang                  | Wayne Ferreira                 | 6–2, 6–4                       |
| 1997 | Michael Chang (2)              | Petr Korda                     | 5–7, 6–2, 6–1                  |
| 1998 | Andre Agassi (4)               | Scott Draper                   | 6–2, 6–0                       |
| 1999 | Andre Agassi (5)               | Jevgenij Kafelnikov            | 7–6(7–3), 6–1                  |
| 2000 | Àlex Corretja                  | Andre Agassi                   | 6–2, 6–3                       |
| 2001 | Andy Roddick                   | Sjeng Schalken                 | 6–2, 6–3                       |
| 2002 | James Blake                    | Paradorn Srichaphan            | 1–6, 7–6(7–5), 6–4             |
| 2003 | Tim Henman                     | Fernando González              | 6–3, 6–4                       |
| 2004 | Lleyton Hewitt                 | Gilles Müller                  | 6–3, 6–4                       |
| 2005 | Andy Roddick (2)               | James Blake                    | 7–5, 6–3                       |
| 2006 | Arnaud Clément                 | Andy Murray                    | 7–6(7–3), 6–2                  |
| 2007 | Andy Roddick (3)               | John Isner                     | 6–4, 7–6(7–4)                  |
| 2008 | Juan Martín del Potro          | Viktor Troicki                 | 6–3, 6–3                       |
| 2009 | Juan Martín del Potro (2)      | Andy Roddick                   | 3–6, 7–5, 7–6(8–6)             |
| 2010 | David Nalbandian               | Marcos Baghdatis               | 6–2, 7–6(7–4)                  |
| 2011 | Radek Štěpánek                 | Gaël Monfils                   | 6–4, 6–4                       |
| 2012 | Alexandr Dolgopolov            | Tommy Haas                     | 6–7(7–9), 6–4, 6–1             |
| 2013 | Juan Martín del Potro (3)      | John Isner                     | 3–6, 6–1, 6–2                  |
| 2014 | Milos Raonic                   | Vasek Pospisil                 | 6–1, 6–4                       |
| 2015 | Kei Nišikori                   | John Isner                     | 4–6, 6–4, 6–4                  |
| 2016 | Gaël Monfils                   | Ivo Karlović                   | 5–7, 7–6(8–6), 6–4             |
| 2017 | Alexander Zverev               | Kevin Anderson                 | 6–4, 6–4                       |
| 2018 | Alexander Zverev (2)           | Alex de Minaur                 | 6–2, 6–4                       |
| 2019 | Nick Kyrgios                   | Daniil Medveděv                | 7–6(8–6), 7–6(7–4)             |
| 2020 | zrušeno pro pandemii covidu-19 | zrušeno pro pandemii covidu-19 | zrušeno pro pandemii covidu-19 |
| 2021 | Jannik Sinner                  | Mackenzie McDonald             | 7–5, 4–6, 7–5                  |
| 2022 | Nick Kyrgios (2)               | Jošihito Nišioka               | 6–4, 6–3                       |
| 2023 | Daniel Evans                   | Tallon Griekspoor              | 7–5, 6–3                       |
| 2024 | Sebastian Korda                | Flavio Cobolli                 | 4–6, 6–2, 6–0                  |
| 2025 | Alex de Minaur                 | Alejandro Davidovich Fokina    | 5–7, 6–1, 7–6(7–3)             |

### Ženská dvouhra
| Rok  | vítězka                        | finalistka                     | výsledek                       |
| ---- | ------------------------------ | ------------------------------ | ------------------------------ |
| 2011 | Naděžda Petrovová              | Šachar Pe'erová                | 7–5, 6–2                       |
| 2012 | Magdaléna Rybáriková           | Anastasija Pavljučenkovová     | 6–1, 6–1                       |
| 2013 | Magdaléna Rybáriková (2)       | Andrea Petkovicová             | 6–4, 7–6(7–2)                  |
| 2014 | Světlana Kuzněcovová           | Kurumi Naraová                 | 6–3, 4–6, 6–4                  |
| 2015 | Sloane Stephensová             | Anastasija Pavljučenkovová     | 6–1, 6–2                       |
| 2016 | Yanina Wickmayerová            | Lauren Davisová                | 6–4, 6–2                       |
| 2017 | Jekatěrina Makarovová          | Julia Görgesová                | 3–6, 7–6(7–2), 6–0             |
| 2018 | Světlana Kuzněcovová (2)       | Donna Vekićová                 | 4–6, 7–6(9–7), 6–2             |
| 2019 | Jessica Pegulaová              | Camila Giorgiová               | 6–2, 6–2                       |
| 2020 | zrušeno pro pandemii covidu-19 | zrušeno pro pandemii covidu-19 | zrušeno pro pandemii covidu-19 |
| 2021 | exhibice                       | exhibice                       | exhibice                       |
| 2022 | Ljudmila Samsonovová           | Kaia Kanepiová                 | 4–6, 6–3, 6–3                  |
| 2023 | Coco Gauffová                  | Maria Sakkariová               | 6–2, 6–3                       |
| 2024 | Paula Badosová                 | Marie Bouzková                 | 6–1, 4–6, 6–4                  |
| 2025 | Leylah Fernandezová            | Anna Kalinská                  | 6–1, 6–2                       |

### Mužská čtyřhra
| Rok  | vítězové                               | finalisté                            | výsledek                       |
| ---- | -------------------------------------- | ------------------------------------ | ------------------------------ |
| 1969 | Patricio Cornejo Jaime Fillol          | Robert Lutz Stan Smith               | 4–6, 6–1, 6–4                  |
| 1970 | Bob Hewitt Frew McMillan               | Ilie Năstase Ion Țiriac              | 7–5, 6–0                       |
| 1971 | Tom Okker Marty Riessen                | Bob Carmichael Ray Ruffels           | 7–6, 6–2                       |
| 1972 | Tom Okker (2) Marty Riessen (2)        | John Newcombe Tony Roche             | 3–6, 6–3, 6–2                  |
| 1973 | Ross Case Geoff Masters                | Dick Crealy Andrew Pattison          | 2–6, 6–1, 6–4                  |
| 1974 | Tom Gorman Marty Riessen (3)           | Patricio Cornejo Jaime Fillol        | 7–5, 6–1                       |
| 1975 | Robert Lutz Stan Smith                 | Brian Gottfried Raúl Ramírez         | 7–5, 2–6, 6–1                  |
| 1976 | Brian Gottfried Raúl Ramírez           | Arthur Ashe Jimmy Connors            | 6–3, 6–3                       |
| 1977 | John Alexander Phil Dent               | Fred McNair Sherwood Stewart         | 7–5, 7–5                       |
| 1978 | Arthur Ashe Bob Hewitt (2)             | Fred McNair Raúl Ramírez             | 6–3, 6–4                       |
| 1979 | Marty Riessen (4) Sherwood Stewart     | Brian Gottfried Raúl Ramírez         | 2–6, 6–3, 6–4                  |
| 1980 | Hans Gildemeister Andrés Gómez         | Gene Mayer Sandy Mayer               | 6–4, 7–5                       |
| 1981 | Raúl Ramírez (2) Van Winitsky          | Pavel Složil Ferdi Taygan            | 5–7, 7–6(9–7), 7–6(8–6)        |
| 1982 | Raúl Ramírez (3) Van Winitsky (2)      | Hans Gildemeister Andrés Gómez       | 7–5, 7–6                       |
| 1983 | Mark Dickson Cássio Motta              | Paul McNamee Ferdi Taygan            | 6–2, 1–6, 6–4                  |
| 1984 | Pavel Složil Ferdi Taygan              | Drew Gitlin Blaine Willenborg        | 7–6, 6–1                       |
| 1985 | Hans Gildemeister (2) Víctor Pecci     | David Graham Balázs Taróczy          | 6–3, 1–6, 6–4                  |
| 1986 | Hans Gildemeister (3) Andrés Gómez (2) | Ricardo Acioly César Kist            | 6–3, 7–5                       |
| 1987 | Gary Donnelly Peter Fleming            | Laurie Warder Blaine Willenborg      | 6–2, 7–6                       |
| 1988 | Rick Leach Jim Pugh                    | Jorge Lozano Todd Witsken            | 6–3, 6–7, 6–2                  |
| 1989 | Neil Broad Gary Muller                 | Jim Grabb Patrick McEnroe            | 6–7, 7–6, 6–4                  |
| 1990 | Grant Connell Glenn Michibata          | Jorge Lozano Todd Witsken            | 6–3, 6–7, 6–2                  |
| 1991 | Scott Davis David Pate                 | Ken Flach Robert Seguso              | 6–4, 6–2                       |
| 1992 | Bret Garnett Jared Palmer              | Ken Flach Todd Witsken               | 6–2, 6–3                       |
| 1993 | Byron Black Rick Leach (2)             | Grant Connell Patrick Galbraith      | 6–4, 7–5                       |
| 1994 | Grant Connell (2) Patrick Galbraith    | Jonas Björkman Jakob Hlasek          | 6–4, 4–6, 6–3                  |
| 1995 | Olivier Delaître Jeff Tarango          | Petr Korda Cyril Suk                 | 1–6, 6–3, 6–2                  |
| 1996 | Grant Connell (3) Scott Davis (2)      | Doug Flach Chris Woodruff            | 7–6, 3–6, 6–3                  |
| 1997 | Luke Jensen Murphy Jensen              | Neville Godwin Fernon Wibier         | 6–4, 6–4                       |
| 1998 | Grant Stafford Kevin Ullyett           | Wayne Ferreira Patrick Galbraith     | 6–2, 6–4                       |
| 1999 | Justin Gimelstob Sébastien Lareau      | David Adams John-Laffnie de Jager    | 7–5, 6–7(2–7), 6–3             |
| 2000 | Alex O'Brien Jared Palmer (2)          | Andre Agassi Sargis Sargsian         | 7–5, 6–1                       |
| 2001 | Martin Damm David Prinosil             | Bob Bryan Mike Bryan                 | 7–6(7–5), 6–3                  |
| 2002 | Wayne Black Kevin Ullyett (2)          | Bob Bryan Mike Bryan                 | 3–6, 6–3, 7–5                  |
| 2003 | Jevgenij Kafelnikov Sargis Sargsian    | Chris Haggard Paul Hanley            | 7–5, 4–6, 6–2                  |
| 2004 | Chris Haggard Robbie Koenig            | Travis Parrott Dmitrij Tursunov      | 7–6(7–3), 6–1                  |
| 2005 | Bob Bryan Mike Bryan                   | Wayne Black Kevin Ullyett            | 6–4, 6–2                       |
| 2006 | Bob Bryan (2) Mike Bryan (2)           | Paul Hanley Kevin Ullyett            | 6–3, 5–7, [10–3]               |
| 2007 | Bob Bryan (3) Mike Bryan (3)           | Jonatan Erlich Andy Ram              | 7–6(7–5), 3–6, [10–7]          |
| 2008 | Marc Gicquel Robert Lindstedt          | Bruno Soares Kevin Ullyett           | 7–6(8–6), 6–3                  |
| 2009 | Martin Damm (2) Robert Lindstedt (2)   | Mariusz Fyrstenberg Marcin Matkowski | 7–5, 7–6(7–3)                  |
| 2010 | Mardy Fish Mark Knowles                | Tomáš Berdych Radek Štěpánek         | 4–6, 7–6(9–7), [10–7]          |
| 2011 | Michaël Llodra Nenad Zimonjić          | Robert Lindstedt Horia Tecău         | 6–7(3–7), 7–6(8–6), [10–7]     |
| 2012 | Treat Conrad Huey Dominic Inglot       | Kevin Anderson Sam Querrey           | 7–6(9–7), 6–7(9–11), [10–5]    |
| 2013 | Julien Benneteau Nenad Zimonjić (2)    | Mardy Fish Radek Štěpánek            | 7–6(7–5), 7–5                  |
| 2014 | Jean-Julien Rojer Horia Tecău          | Samuel Groth Leander Paes            | 7–5, 6–4                       |
| 2015 | Bob Bryan (4) Mike Bryan (4)           | Ivan Dodig Marcelo Melo              | 6–4, 6–2                       |
| 2016 | Daniel Nestor Édouard Roger-Vasselin   | Łukasz Kubot Alexander Peya          | 7–6(7–3), 7–6(7–4)             |
| 2017 | Henri Kontinen John Peers              | Łukasz Kubot Marcelo Melo            | 7–6(7–5), 6–4                  |
| 2018 | Jamie Murray Bruno Soares              | Mike Bryan Édouard Roger-Vasselin    | 3–6, 6–3, [10–4]               |
| 2019 | Raven Klaasen Michael Venus            | Jean-Julien Rojer Horia Tecău        | 3–6, 6–3, [10–2]               |
| 2020 | zrušeno pro pandemii covidu-19         | zrušeno pro pandemii covidu-19       | zrušeno pro pandemii covidu-19 |
| 2021 | Raven Klaasen Ben McLachlan            | Neal Skupski Michael Venus           | 7–6(7–4), 6–4                  |
| 2022 | Nick Kyrgios Jack Sock                 | Ivan Dodig Austin Krajicek           | 7–5, 6–4                       |
| 2023 | Máximo González Andrés Molteni         | Mackenzie McDonald Ben Shelton       | 6–7(4–7), 6–2, [10–8]          |
| 2024 | Nathaniel Lammons Jackson Withrow      | Rafael Matos Marcelo Melo            | 7–5, 6–3                       |
| 2025 | Simone Bolelli Andrea Vavassori        | Hugo Nys Édouard Roger-Vasselin      | 6–3, 6–4                       |

### Ženská čtyřhra
| Rok  | vítězky                                  | finalistky                             | výsledek                       |
| ---- | ---------------------------------------- | -------------------------------------- | ------------------------------ |
| 2011 | Sania Mirzaová Jaroslava Švedovová       | Olga Govorcovová Alla Kudrjavcevová    | 6–3, 6–3                       |
| 2012 | Šúko Aojamová Čang Kchaj-čen             | Irina Falconiová Chanelle Scheepersová | 7–5, 6–2                       |
| 2013 | Šúko Aojamová (2) Věra Duševinová        | Eugenie Bouchardová Taylor Townsendová | 6–3, 6–3                       |
| 2014 | Šúko Aojamová (3) Gabriela Dabrowská     | Hiroko Kuwatová Kurumi Naraová         | 6–1, 6–2                       |
| 2015 | Belinda Bencicová Kristina Mladenovicová | Lara Arruabarrenová Andreja Klepačová  | 7–5, 7–6(9–7)                  |
| 2016 | Monica Niculescuová Yanina Wickmayerová  | Šúko Aojamová Risa Ozakiová            | 6–4, 6–3                       |
| 2017 | Šúko Aojamová (4) Renata Voráčová        | Eugenie Bouchardová Sloane Stephensová | 6–3, 6–2                       |
| 2018 | Chan Sin-jün Darija Juraková             | Alexa Guarachiová Erin Routliffeová    | 6–3, 6–2                       |
| 2019 | Caty McNallyová Coco Gauffová            | Maria Sanchezová Fanny Stollárová      | 6–2, 6–2                       |
| 2020 | zrušeno pro pandemii covidu-19           | zrušeno pro pandemii covidu-19         | zrušeno pro pandemii covidu-19 |
| 2021 | exhibice                                 | exhibice                               | exhibice                       |
| 2022 | Jessica Pegulaová Erin Routliffeová      | Anna Kalinská Caty McNallyová          | 6–3, 5–7, [12–10]              |
| 2023 | Laura Siegemundová Věra Zvonarevová      | Alexa Guarachiová Monica Niculescuová  | 6–4, 6–4                       |
| 2024 | Asia Muhammadová Taylor Townsendová      | Ťiang Sin-jü Wu Fang-sien              | 7–6(7–0), 6–3                  |
| 2025 | Taylor Townsendová Čang Šuaj             | Caroline Dolehideová Sofia Keninová    | 6–1, 6–1                       |

## Rekordy
| Mužská dvouhra           | Mužská dvouhra | Mužská dvouhra                                                   |
| Rekord                   | Rekord         | držitelé rekordu                                                 |
| ------------------------ | -------------- | ---------------------------------------------------------------- |
| Nejvíce titulů           | 5              | Andre Agassi                                                     |
| Nejvíce vyhraných zápasů | 44             | Andre Agassi                                                     |
| Nejmladší vítěz          | 18 let         | Andy Roddick (2001)                                              |
| Nejstarší vítěz          | 36 let         | Ken Rosewall (1971)                                              |
| Nejvýše postavený vítěz  | 1. ATP         | Jimmy Connors (1976, 1978) Ivan Lendl (1987) Andre Agassi (1995) |
| Nejníže postavený vítěz  | 117. ATP       | David Nalbandian (2010)                                          |
| Mužská čtyřhra           |                |                                                                  |
| Nejvíce titulů           | 4              | Bob Bryan Mike Bryan                                             |
| Ženská dvouhra           |                |                                                                  |
| Nejvíce titulů           | 2              | Magdaléna Rybáriková Světlana Kuzněcovová                        |
| Ženská čtyřhra           |                |                                                                  |
| Nejvíce titulů           | 4              | Šúko Aojamová                                                    |

## Galerie

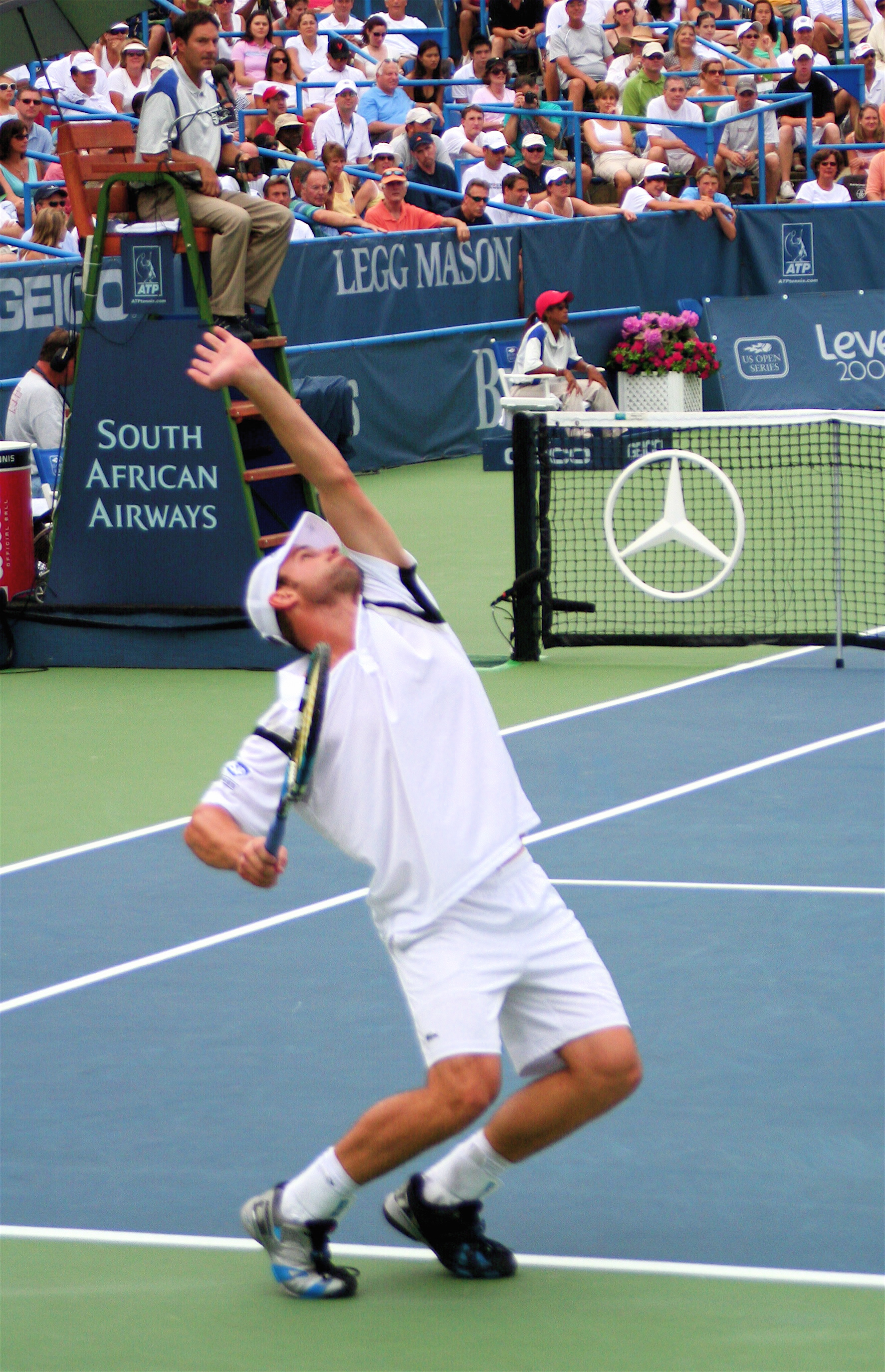
Andy Roddick, 2007
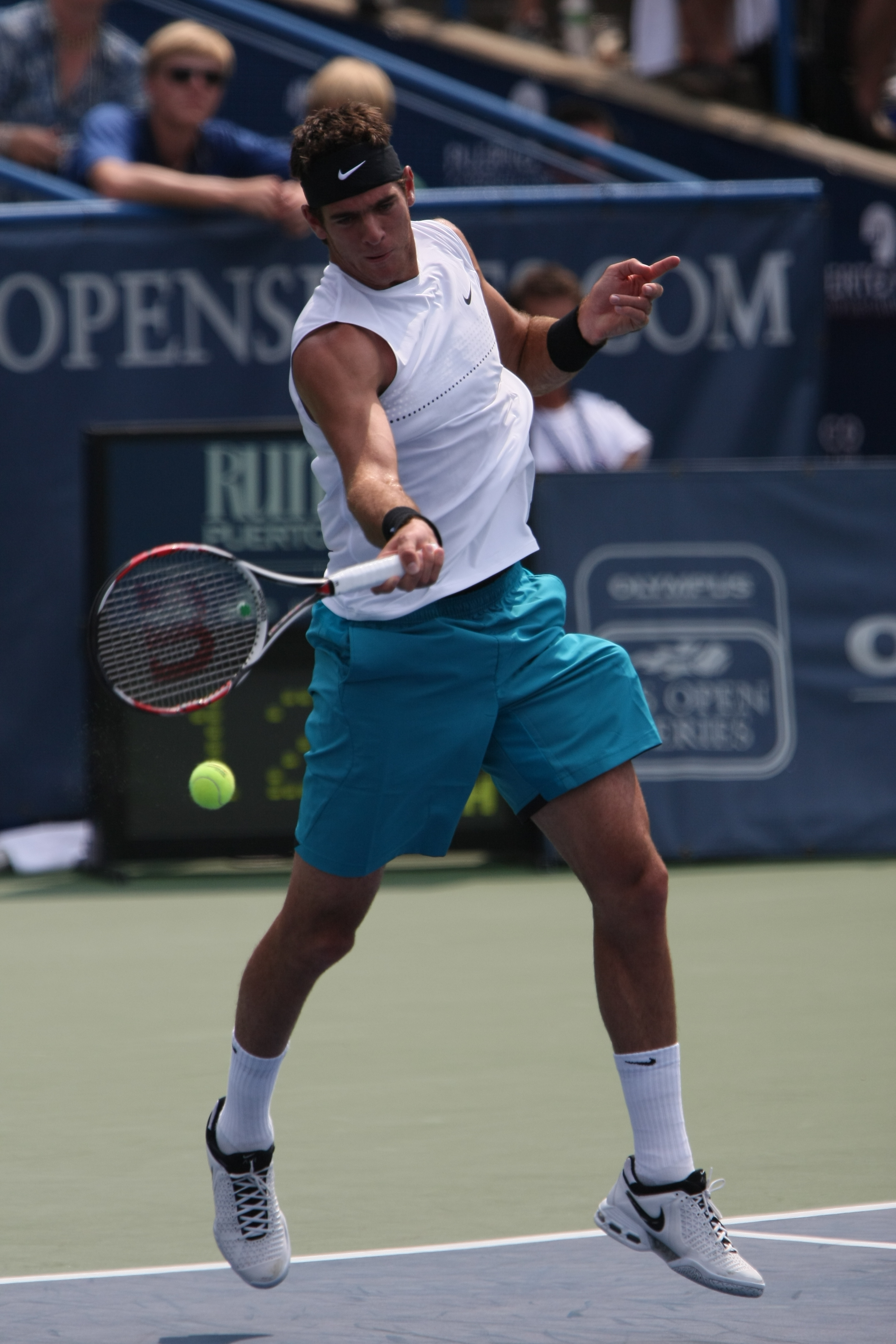
Juan Martín del Potro, 2009
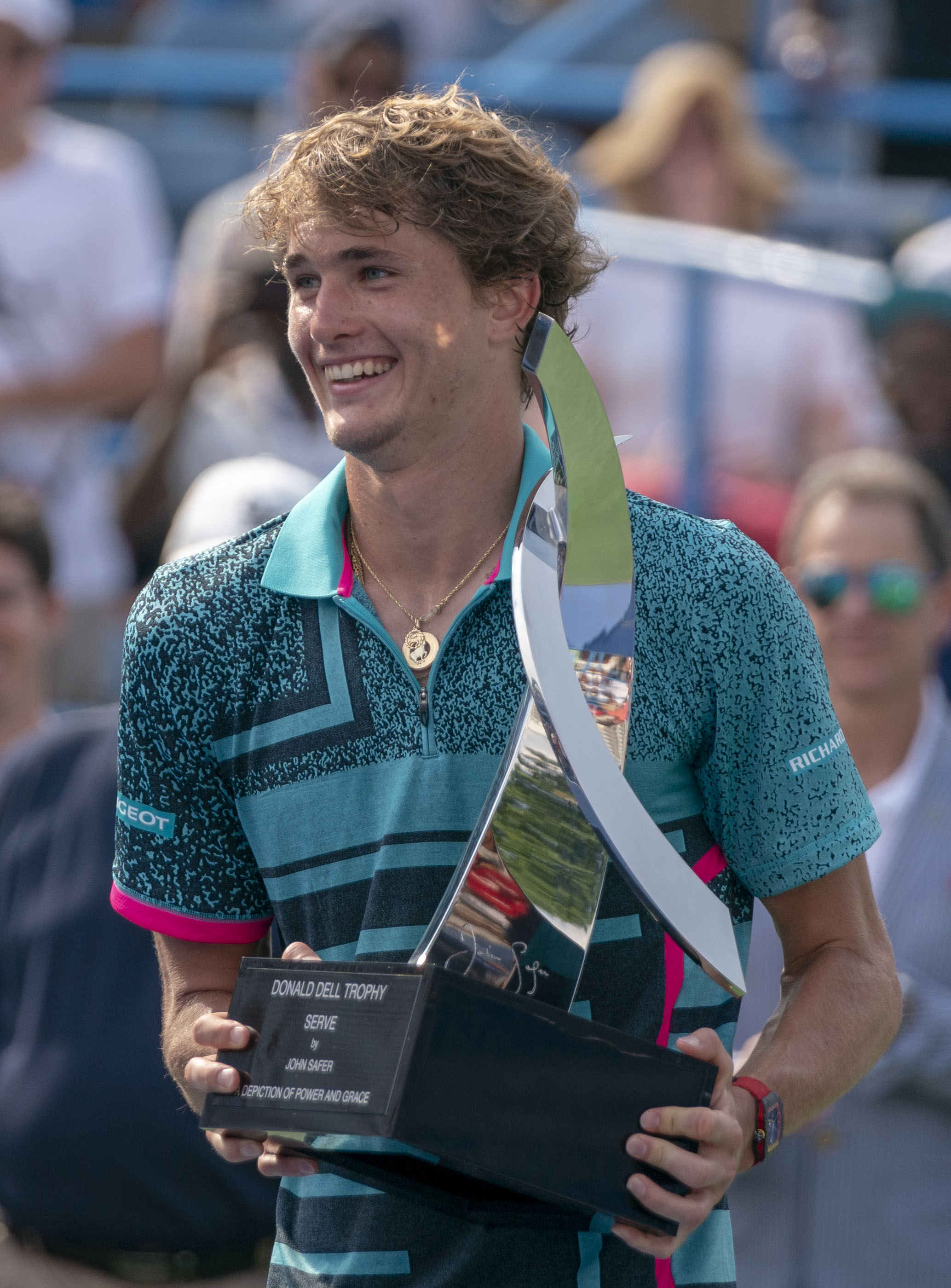
Alexander Zverev, 2018
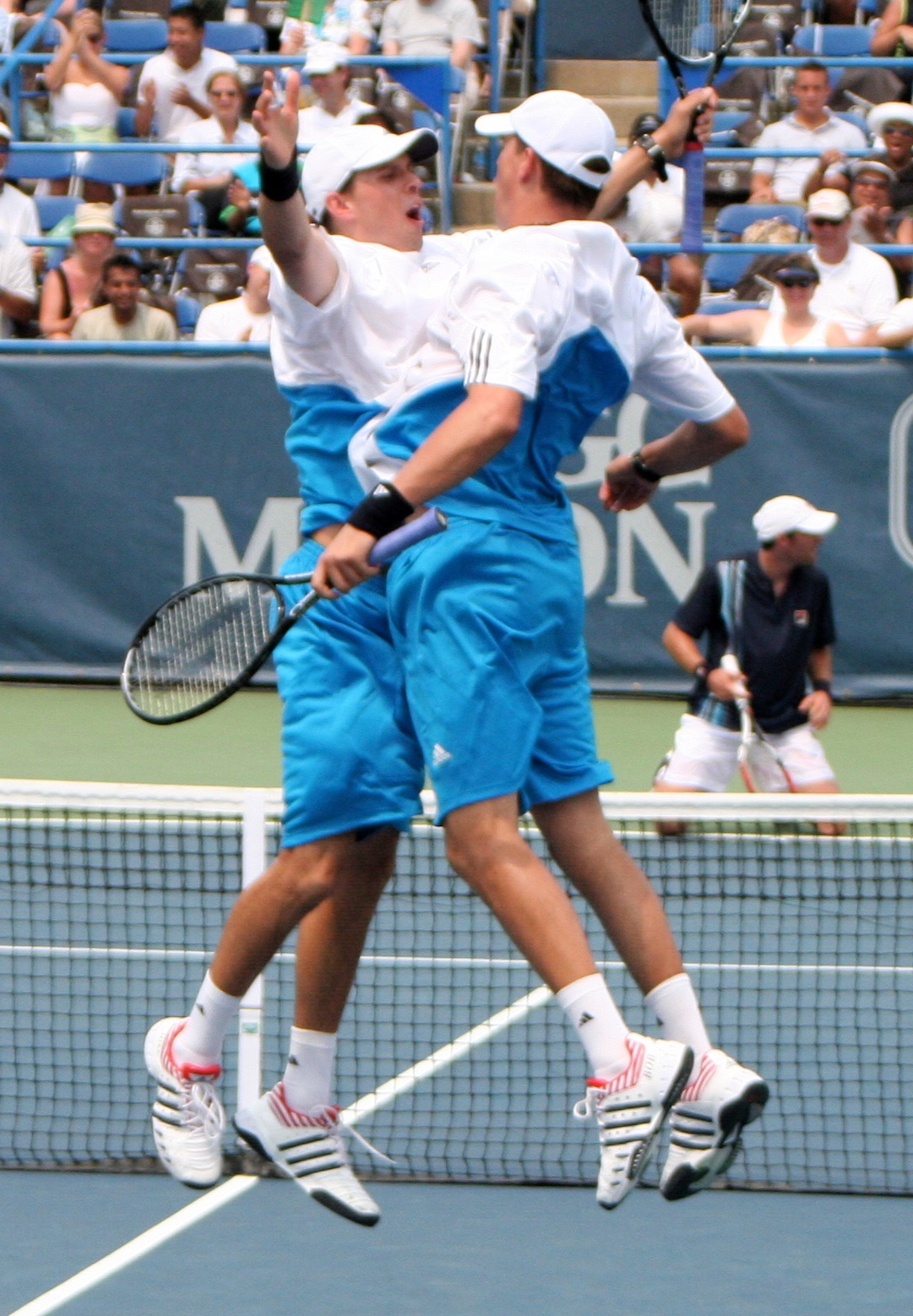
Bob a Mike Bryanovi, 2007
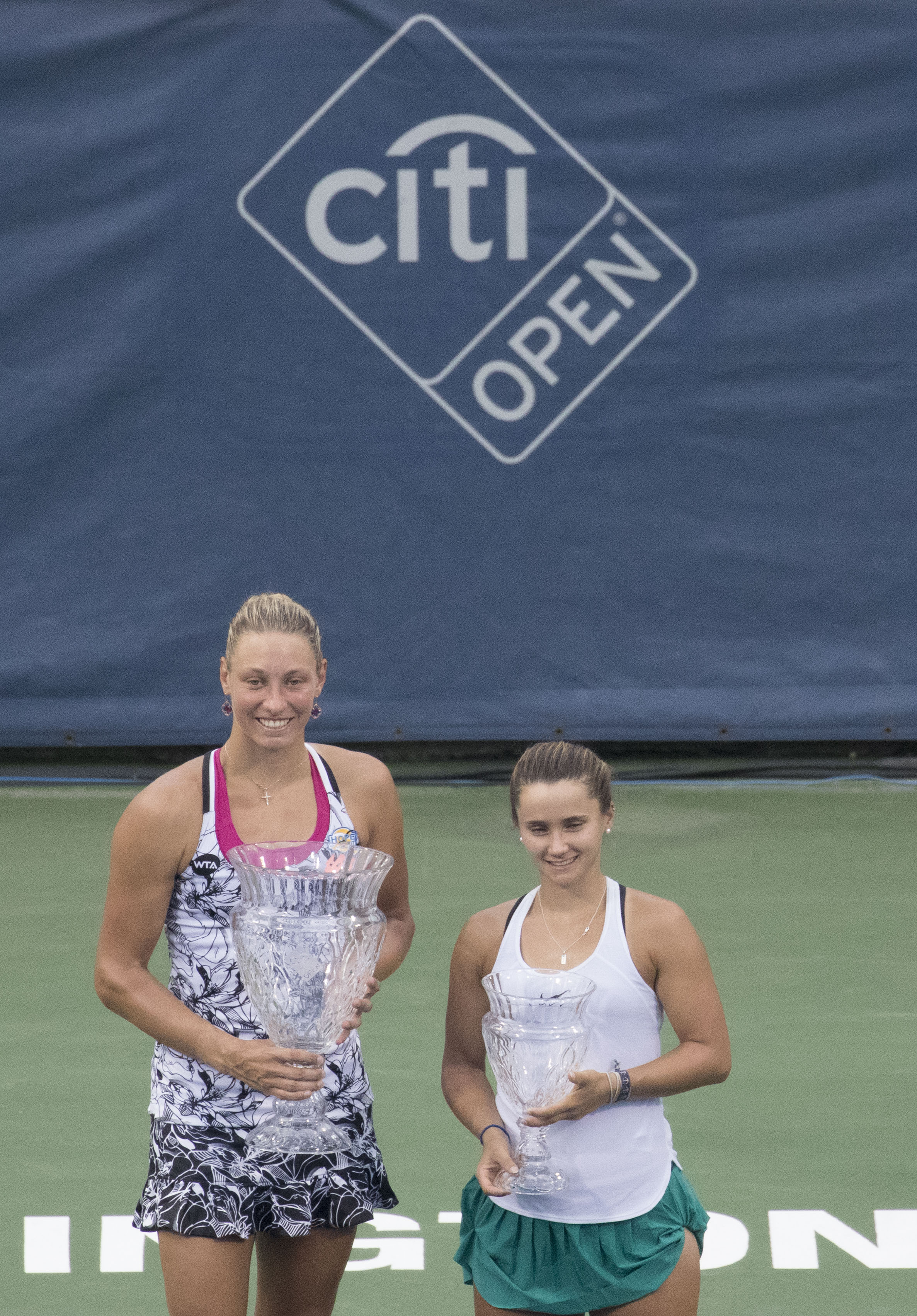
Yanina Wickmayerová a Lauren Davisová, 2016
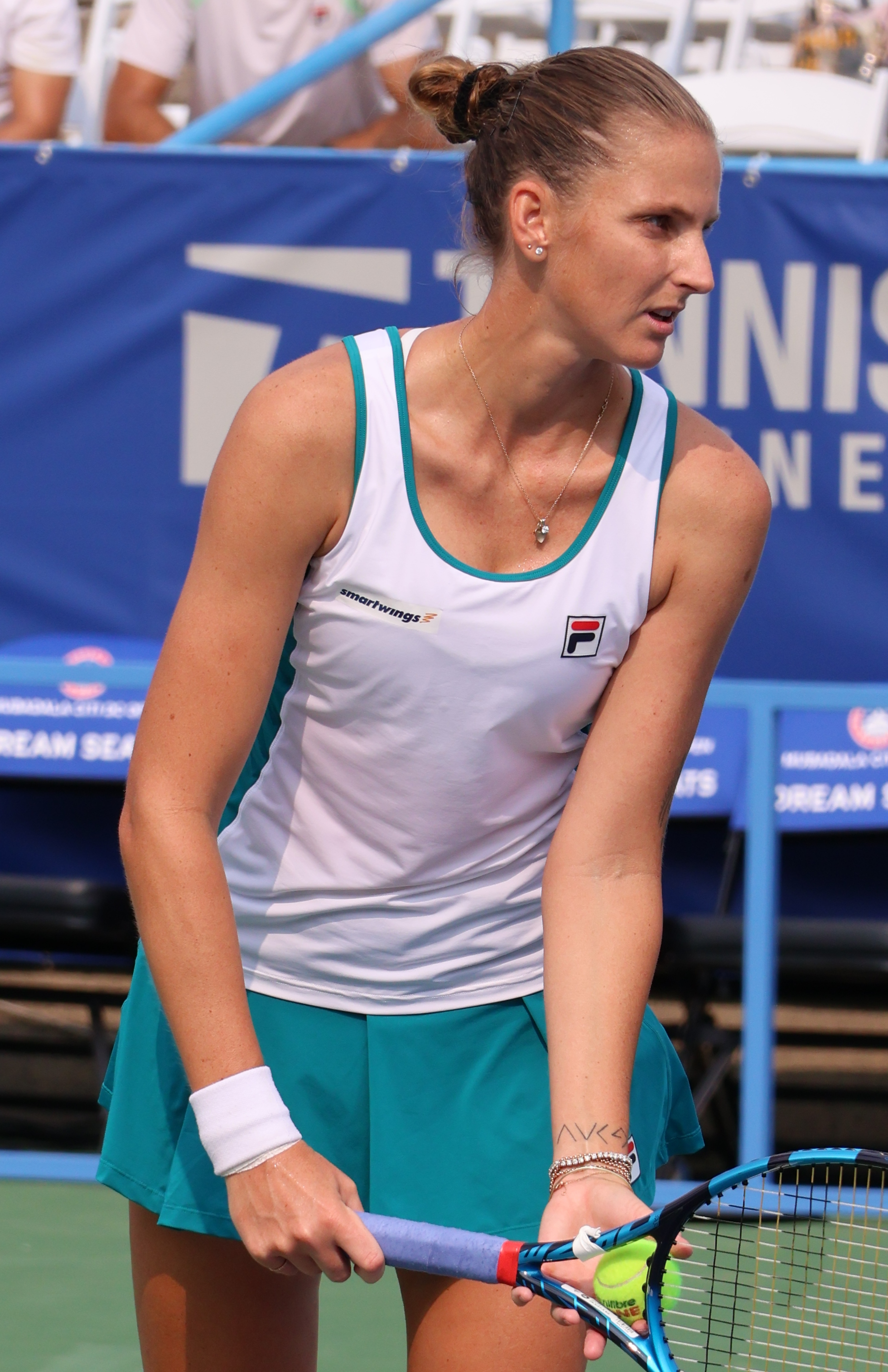
Karolína Plíšková, 2023